# Las claves del día
Las claves del día fue un magazine matinal producido por Cuarzo Producciones para Telemadrid. Se emitió entre el 7 de septiembre de 2015 y el 30 de junio de 2017 de lunes a viernes de 11:30 a 14:00 horas desde un plató ubicado en una de las torres de Puerta de Europa en Madrid. 
Presentado por Santi Acosta y copresentado por Emilio Pineda, el magazine contaba con diversas secciones de información local, actualidad política, sucesos y otros temas propios. Entre ellas destacaba la sección denominada "El debate de Las claves del día" donde miembros de la política madrileña de todas las ideologías debatían sobre temas de interés para el ciudadano. Los reporteros del programa cobraban protagonismo para contar con todo lujo de detalles lo que ocurría en la Comunidad de Madrid.  
1. ↑   El 24 de abril de 2017 el programa adelantó la hora de inicio a las 11:30. Anteriormente comenzaba a las 12:00.

## Colaboradores
- Carmelo Encinas: Analista político.
- Jorge Cabezas: Escritor y periodista.
- Melchor Miralles: Columnista de ABC.
- Alfonso Egea: Periodista de Cadena SER.
- Antonio Naranjo: Periodista de Onda Cero.
- Sara Solomando: Periodista.
- Ernesto Ekaizer: Periodista.
- Miguel Ángel Rodríguez: Consultor de Comunicación, publicista, expolítico y exvicepresidente del gobierno.

## Reporteros
- Jesús Cosano
- Jero Moreno
- Elena Gallego
- Pepa Romero

## Secciones
- El debate de Las claves del día (martes): con representantes de todos los partidos en el Ayuntamiento de Madrid: PSOE, PP, Ciudadanos y Podemos.
- El debate de Las claves del día (viernes): con representantes de todos los partidos en la Asamblea de Madrid: PSOE, PP, Ciudadanos y Podemos.